# Songs in the Key of Life
| 전문가 평가                   | 전문가 평가 |
| 평가 점수                     | 평가 점수   |
| 출처                          | 점수        |
| ----------------------------- | ----------- |
| AllMusic                      | [ 2 ]       |
| Christgau's Record Guide      | A           |
| Encyclopedia of Popular Music | [ 4 ]       |
| The Great Rock Discography    | 8/10        |
| MusicHound R&B                | [ 4 ]       |
| Pitchfork                     | 10/10       |
| Rolling Stone                 | [ 6 ]       |
| The Rolling Stone Album Guide | [ 7 ]       |
| Sputnikmusic                  | [ 8 ]       |

《Songs in the Key of Life》는 1976년 9월 28일, 모타운 레코드가 타말라 레코드를 통해 발표한 미국의 싱어송라이터 스티비 원더의 열여덟 번째 스튜디오 음반이고, 그의 "고전적인 시대" 음반의 정점이었다. 이 음반은 주로 할리우드의 크리스탈 사운드 스튜디오에서 녹음되었고, 일부 세션은 할리우드의 레코드 플랜트, 소살리토의 레코드 플랜트, 뉴욕시의 히트 팩토리에서 녹음되었다. 크리스탈 사운드에서 최종 혼합이 실시되었다.
1974년까지 원더는 대중음악에서 가장 성공한 인물들 중 한 명이었고, 원더스의 이전 음반 《Talking Book》, 《Innervisions》 그리고 《Fulfillingness' First Finale》는 모두 연속적으로 비판적인 성공이었다. 하지만 1975년 말까지 원더는 음악계를 그만둘 것을 심각하게 고려했고 장애 아동들과 함께 일하기 위해 가나로 이민을 갈 계획이었다. 고별 콘서트 계획이 시작되었지만, 원더는 마음을 바꿔 1975년 8월 5일 모타운과 7년짜리 일곱 번째 음반, 3700만 달러 규모의 거래를 전면 예술적으로 통제하는 새로운 계약을 체결했다. 당시는 역대 최대 음반 거래였다.
《Songs in the Key of Life》는 4곡 보너스 EP가 적용된 더블 LP로 발매됐다. 이 음반은 빌보드 200 차트에서 1위를 차지하며 이 업적을 달성한 유일한 세 번째 음반이 되었고, 당시 미국 아티스트에 의해 첫 번째 음반이 되었다. 리드 싱글 〈I Wish〉는 빌보드 핫 100에서 1위에 올랐고 후속 싱글 〈Sir Duke〉는 빌보드 핫 100에서도 1위에 올랐다. 《Songs in the Key of Life》는 빌보드 200에서 13주 연속 1위를 차지하며 1년 중 가장 많은 1위를 차지한 음반이 됐다. 이 음반은 1977년 미국에서 두 번째로 많이 팔린 음반이었다. 2005년 미국 음반 산업 협회로부터 《Songs in the Key of Life》를 다이아몬드 인증을 받았다.
2003년에는 《롤링 스톤》이 선정한 역사상 가장 위대한 음반 500장 순위에서 57위에 올랐다. 2005년에, 이 음반은 "문화적으로, 역사적으로, 또는 미적으로 중요한" 것으로 여겨지는 미국 의회도서관에 의해 내셔널 레코딩 레지스트리로 제출되었다.

## 배경
1976년까지 스티비 원더는 리듬 앤 블루스와 대중음악 분야에서 미국뿐만 아니라 전 세계적으로 가장 인기 있는 인물 중 한 명이 되었다. 짧은 시간 안에, 음반 《Talking Book》, 《Innervisions》, 《Fulfillingness' First Finale》은 1974년과 1975년에 각각 그래미 어워드를 수상하는 등 모두 연속 톱 5의 성공을 거두었다. 1975년 말까지 원더는 음악 산업을 그만두고 장애 아동들과 함께 일하기 위해 가나로 이민 가는 것에 대해 진지해졌다. 그는 미국 연방 정부가 나라를 운영한다는 식으로 분노를 표출했었다.
그의 직업의 막을 내리는 가장 좋은 방법으로 고별 콘서트가 고려되고 있었다. 원더는 1975년 8월 5일 모타운과 새로운 계약을 맺으면서 자신의 경력을 최대한 활용하는 것이 낫다고 생각하면서 결정을 바꾸었다. 당시 아리스타, 에픽 등 라이벌들도 그에게 관심을 보였다. 이 계약은 7년 7억 LP, 3700만 달러(2019년 1억7580만1484달러)의 계약으로 이뤄졌고, 그에게 예술적 전권을 부여해 당시까지 레코딩 스타와 맺은 계약 중 최대 규모다. 거의 초기에는 원더가 1976년에 발매될 더블 음반 프로젝트와 함께 음악 시장에서 1년을 쉬게 되었다.

## 곡 목록
모든 곡들은 특별한 언급이 없는 한 스티비 원더에 의해 작사/작곡하였다.
| #  | 제목                             | 작사·작곡           | 재생 시간 |
| -- | -------------------------------- | ------------------- | --------- |
| 1. | 〈Love's in Need of Love Today〉 |                     | 7:05      |
| 2. | 〈Have a Talk With God〉         | 캘빈 하드웨이, 원더 | 2:42      |
| 3. | 〈Village Ghetto Land〉          | 게리 버드, 원더     | 3:25      |
| 4. | 〈Contusion〉                    |                     | 3:45      |
| 5. | 〈Sir Duke〉                     |                     | 3:52      |

| #  | 제목                      | 재생 시간 |
| -- | ------------------------- | --------- |
| 1. | 〈I Wish〉                | 4:12      |
| 2. | 〈Knocks Me Off My Feet〉 | 3:35      |
| 3. | 〈Pastime Paradise〉      | 3:20      |
| 4. | 〈Summer Soft〉           | 4:16      |
| 5. | 〈Ordinary Pain〉         | 6:22      |

| #  | 제목                    | 재생 시간 |
| -- | ----------------------- | --------- |
| 1. | 〈Isn't She Lovely〉    | 6:33      |
| 2. | 〈Joy Inside My Tears〉 | 6:29      |
| 3. | 〈Black Man〉           | 8:29      |

| #  | 제목                                           | 재생 시간 |
| -- | ---------------------------------------------- | --------- |
| 1. | 〈Ngiculela – Es Una Historia – I Am Singing〉 | 3:48      |
| 2. | 〈If It's Magic〉                              | 3:11      |
| 3. | 〈As〉                                         | 7:07      |
| 4. | 〈Another Star〉                               | 8:19      |

## 인증
| 국가                                                  | 인증        | 판매량/출하량 |
| ----------------------------------------------------- | ----------- | ------------- |
| 오스트레일리아 (ARIA)                                 | 플래티넘    | 50,000^       |
| 캐나다 (뮤직 캐나다)                                  | 2× 플래티넘 | 200,000^      |
| 프랑스 (SNEP)                                         | 골드        | 100,000*      |
| 영국 (BPI)                                            | 플래티넘    | 300,000^      |
| 미국 (RIAA)                                           | 다이아몬드  | 5,000,000^    |
| *판매량을 기반으로 한 인증 ^출하량을 기반으로 한 인증 |             |               |